# Fontana degli Artisti
Fontana degli Artisti, även benämnd Fontana delle Arti, är en fontän vid Via Margutta i Rione Campo Marzio i Rom. Fontänen utfördes av Pietro Lombardi och invigdes år 1927.

## Beskrivning
År 1925 beställde Governatorato di Roma nio rione-fontäner av arkitekten och skulptören Pietro Lombardi. Syftet med dessa fontäner var att de skulle avspegla respektive riones särskilda karaktär. Via Margutta och den närbelägna Via del Babuino blev under 1600-talet centrum för Roms konstnärskoloni. Lombardi har därför skulpterat bland annat stafflier och penslar. På stafflierna sitter två maskaroner, ur vars munnar vattnet rinner.

## Bilder
| - Via Margutta med fontänen till höger. - Maskaron. |

### Webbkällor
- ”Terminati in via Margutta i lavori di manutenzione straordinaria alla Fontana degli Artisti” (på italienska). Sovrintendenza Capitolina ai Beni Culturali. Arkiverad från originalet den 15 augusti 2021. https://archive.md/SF5E8. Läst 15 augusti 2021.
- ”Fontanella rionale delle Arti” (på italienska). info.roma.it. Arkiverad från originalet den 15 augusti 2021. https://archive.md/gX1Zr. Läst 15 augusti 2021.